# Santa Eugènia de la Móra Comdal
Santa Eugènia de la Móra Comdal és l'església parroquial del nucli despoblat de la Móra Comdal, del municipi d'Odèn (Solsonès), inclosa a l'Inventari del Patrimoni Arquitectònic de Catalunya.

## Situació
La vall de la Móra Comdal, allargassada al marge esquerre de l'embassament d'Oliana, baixa de la carena de Serra Seca, a llevant, fins a les aigües del pantà, a ponent. És una vall solitària i de complicat accés, ja que l'aguda cresta de la Serra de les Canals i de la Roca de la Valldan (flanc nord de l'anticlinal d'Oliana) la separen de les principals vies de comunicació. La capçalera i la part mitjana de la coma pertany al municipi d'Odèn, mentre que la part final pertany al d'Oliana. L'església de Santa Eugènia es troba al centre de la vall, a tocar de les runes de les poques cases que formaven el nucli de la Móra Comdal.
Es pot anar a la Móra Comdal, des de l'oest, per la carretera-pista d'Oliana a les Anoves, però és més aconsellable accedir-hi des de llevant per la carretera asfaltada de Solsona - Montpol - Cambrils (pel pont del Clop). A 4,6 km de Montpol i 6,4 km de Cambrils es troba el coll Pregon, a la carena de Serra Seca (42° 06′ 31″ N, 1° 23′ 09″ E / 42.108685°N,1.385852°E). D'allí surt la carretera que deriva cap a ponent en direcció Oliana que s'ha de prendre. Als 2 km s'arriba a la collada del Sàlzer (42° 06′ 25″ N, 1° 22′ 24″ E / 42.106815°N,1.373297°E) on s'agafa la pista de la dreta. Als 2,6 km: Santa Magdalena del Sàlzer, que mereix una parada i una visita. Seguir la pista principal. Als 3 km es passa per la masia del Sàlzer i als 5 km, passada la Caseta del Sàlzer, (42° 06′ 51″ N, 1° 21′ 32″ E / 42.114297°N,1.358758°E) es deixa la pista principal i es pren la de la dreta que mena a Santa Eugènia en 1,5 km. més.

## Descripció

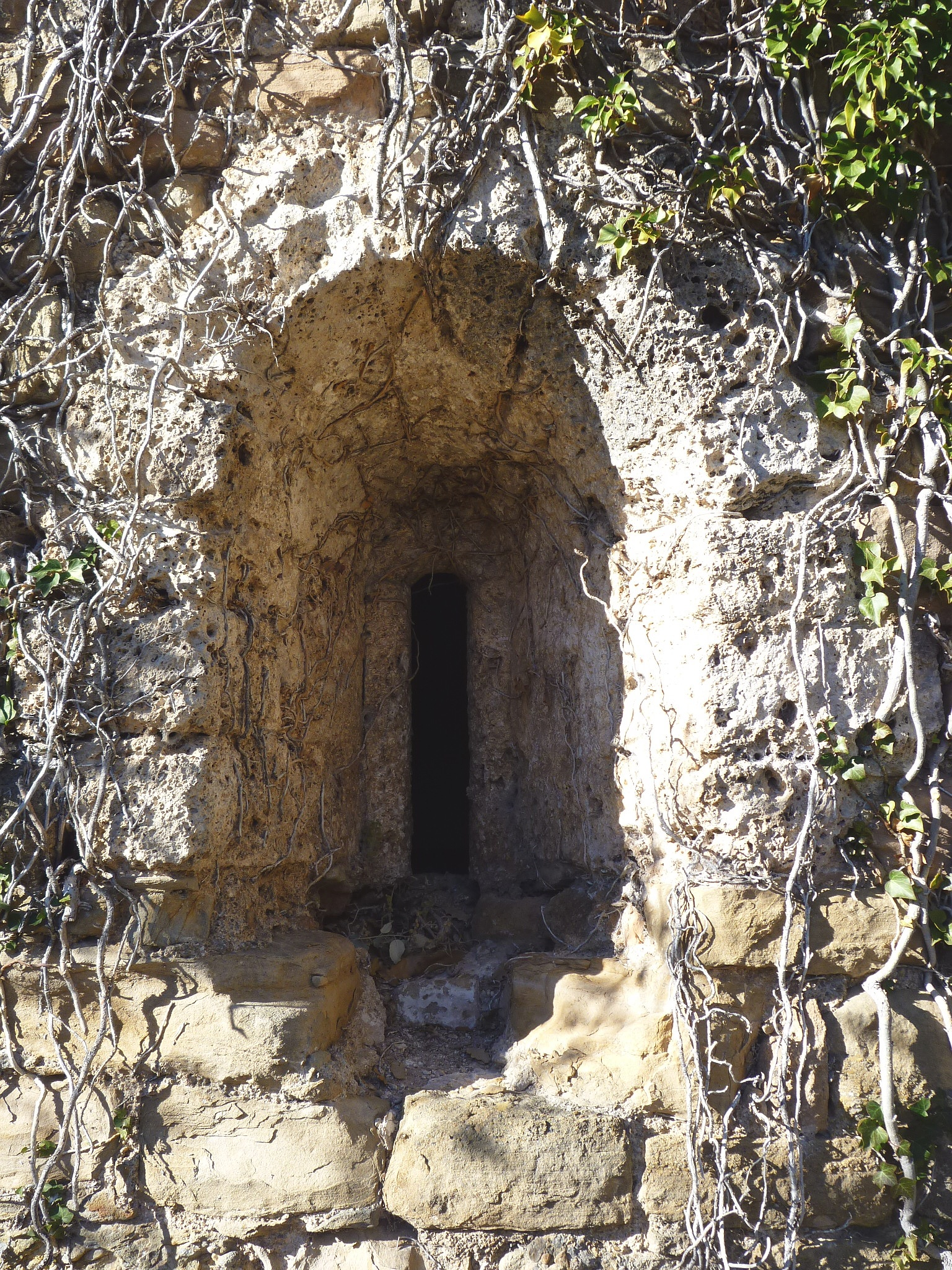
Finestra de l'absis

Església d'una sola nau de planta rectangular i coberta amb volta apuntada, tancada a llevant per un absis que supera el semicercle. L'interior, arrebossat i pintat, presenta un arc preabsidal en degradació apuntat. Els murs de la nau van resseguits per una cornisa també arrebossada. La construcció, que ha estat sobrealçada, té un parament de pedres simplement trencades a cops de maceta, les quals són disposades en filades irregulars. El frontis descansa sobre un podi de pedra natural. L'absis i els murs laterals són resseguits per una cornisa de pedres trapezoidals tallades a bisell. A continuació de la paret de l'arc preabsidal hi ha un mur de separació entre aquest i la nau que s'aixeca per damunt la coberta de la nau.
El mur sud té una porta formada per dos arcs. L'arc principal és adovellat de mig punt i ha estat resseguit per un arc de dents d'engranatge. Al centre de l'absis hi ha una finestra d'arc adovellat de mig punt, i al mur sud se'n pot veure una altra del mateix tipus. El frontis en té una de doble esqueixada i en forma d'òcul adovellat. A l'interior, prop de la porta, hi ha una pica de pedra amb decoració incisa.

## Història
Aquesta església, emplaçada dins l'antic terme del castell de Valldan, va tenir funcions parroquials durant un cert temps i sempre va dependre del bisbat d'Urgell. L'església apareix esmentada l'any 1042, quan la comtessa Constança donà a Santa Maria de la Seu d'Urgell la dècima que tenia a la Móra. Les funcions parroquials no són constatades fins al 1391, a la llista de parròquies que pagaven la dècima papal. Després perdé aquestes atribucions i, en formar-se el bisbat de Solsona, com la Valldan, romangué al d'Urgell després d'un llarg contenciós entre ambdós bisbes.